# Alte Friedhofskapelle (Homberg)

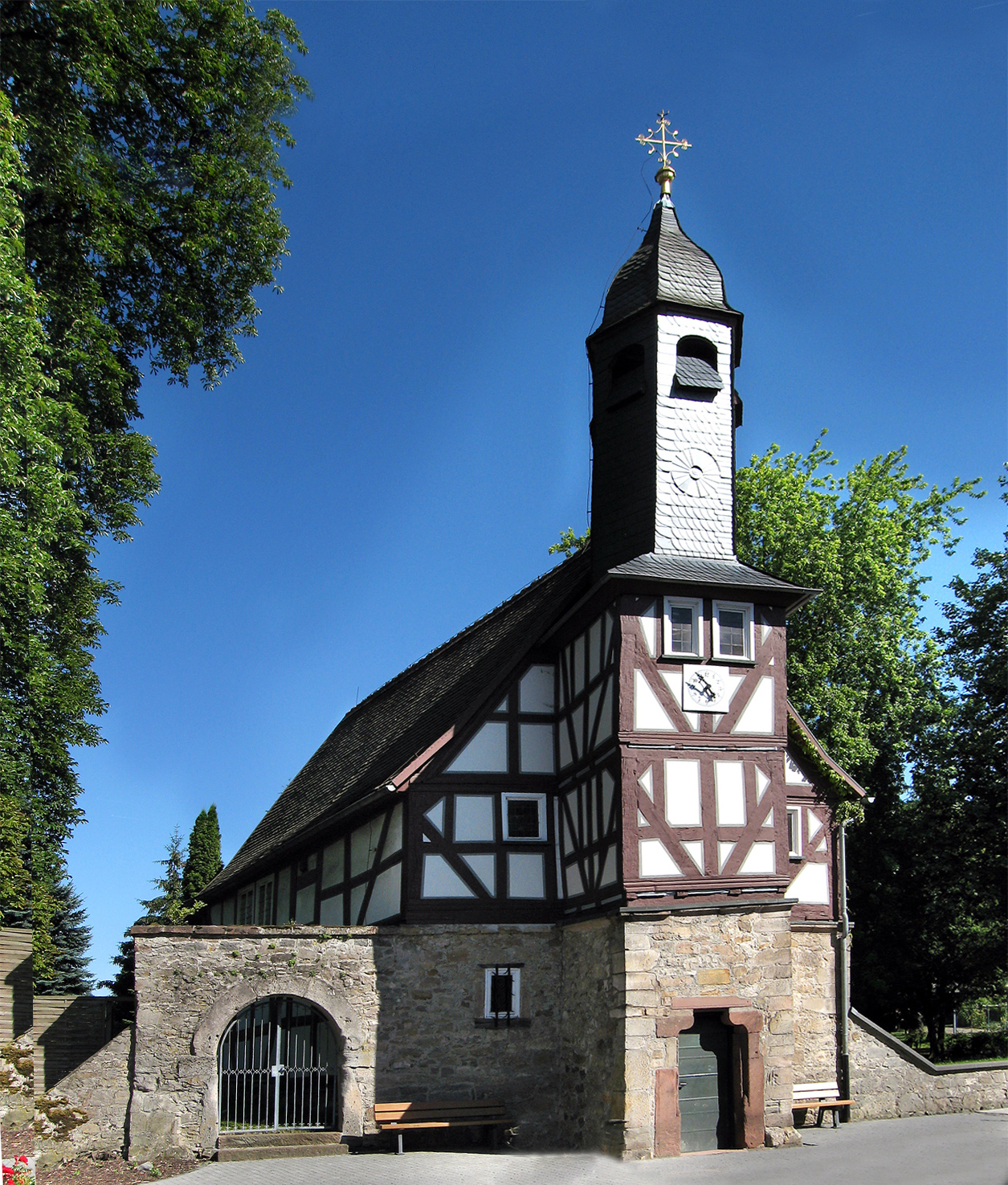
Friedhofskapelle in Homberg

Die Alte Friedhofskapelle in Homberg, einer Stadt im Vogelsbergkreis in Hessen, wurde 1579 errichtet. Die Kapelle an der Oberstraße 85 ist ein geschütztes Baudenkmal.

## Beschreibung
Der Saalbau ist teils massiv und teils in Fachwerkbauweise ausgeführt. Das Fachwerk ist an einer Traufseite verschindelt. Der Turm vor dem Giebel wird von einer geschweiften Haube bekrönt, auf der ein Dachknauf mit einem Kreuz sitzt. 
Neben der Kirche befindet sich das Friedhofsportal aus dem Jahr 1779.